# Altstandort
Ein Altstandort (in der Schweiz rechtlich: Betriebsstandort) ist im Umweltschutz und in der Raumplanung ein Betriebsstandort, von dem Gefahren für die Gesundheit des Menschen oder die Umwelt ausgeht.

## Zum Begriff
Im Umweltrecht wird der Begriff Altlast meist weiter unterschieden in Altablagerungen (Deponien) und Altstandorte: Das sind Anlagen, in denen mit umweltgefährdenden Stoffen umgegangen wurde. Von ihnen können schädliche Bodenveränderungen, Grundwasserverschmutzung oder sonstiges Gefahren ausgehen.
Der Begriff spielt insbesondere in der Altlastensanierung eine wichtige Rolle. Laufende Betriebe unterliegen heute – zumindest in der industrialisierten Welt – meist einem strengen Umweltmonitoring, sodass sich keine Altlasten ansammeln dürften.

## Erfassung von Altstandorten
In industriellen Ballungsräumen oder großen Industriestädten sind Anzahl und Flächenanteil von Altstandorten besonders groß.
In der Regel handelt es sich um stillgelegte Industrieanlagen aber auch Grundstücke mit ehemaligen Militäranlagen kommen in Betracht.
Die hohe Wahrscheinlichkeit von Altlasten auf ehemals industriell oder gewerblich genutzten Flächen bedeutet vor allem für den kommunalen Umweltschutz, die Stadtplanung (vor allem bei der Bauleitplanung) und die kommunale bzw. regionale Wirtschaftsförderung erheblichen Arbeitsaufwand.

## Nationales

### Deutschland
Als Altstandorte definiert § 2 Absatz 5 Nr. 2 des Bundes-Bodenschutzgesetzes (BBodSchG) vom 17. März 1998 (BGBl. 1998, I S. 502, BGBl. III/FNA 2129-32) Grundstücke stillgelegter Anlagen sowie sonstige Grundstücke, auf denen mit umweltgefährlichen Stoffen umgegangen worden ist, ausgenommen Anlagen, deren Stilllegung einer Genehmigung nach dem Atomgesetz bedarf.
Keine Altstandorte sind solche Standorte, auf denen noch mit den umweltgefährlichen Stoffen umgegangen wird. Es geht hierbei darum, solche Flächen zu erfassen, bei denen ein Verdacht auf Altlasten besteht, bei denen wiederum der Verdacht besteht, dass diese zu schädlichen Bodenveränderungen führen oder andere Gefahren für die Allgemeinheit oder für Einzelpersonen darstellen.
Allerdings wird der Begriff „Umgang“ nicht näher definiert, jedoch wird allein eine Lagerung von potentiell gefährlichen Stoffen in haushaltsüblichen Mengen nicht ausreichen, um einen Gefahrenverdacht zu bestätigen. Die Verdachtsfläche bzw. das Grundstück sollte durch den Umgang mit bodenbeeinträchtigenden bzw. umweltgefährlichen Stoffen geprägt sein. Die Begriffe gefährliche und umweltgefährliche Stoffe sind im § 3a Chemikaliengesetz gesetzlich definiert.

### Österreich
Der Begriff ist in § 2 Begriffsbestimmungen Abs. 3 des Altlastensanierungsgesetzes (ALSAG) definiert: „Altstandorte sind Standorte von Anlagen, in denen mit umweltgefährdenden Stoffen umgegangen wurde.“
Dabei ist zu beachten, dass Altlasten allgemein nur solche sind, die vor dem Inkrafttreten des Altlastensanierungsgesetzes (1. Juli 1989) entstanden sind, und im rechtlichen Sinne auch nur jene, die im Altlastenatlas (geführt vom Umweltbundesamt) erfasst sind.
Der Grund ist, dass das Gesetz primär auf die Finanzierung der Sanierung oder Sicherung einer Altlast ausgerichtet ist, es also um die Fragen der Haftung des ehemaligen Betreibers und/oder Grundeigentümers geht (Verursacher- und Liegenschaftseigentümerhaftung), denn letztendlich haftet für die Sanierung der Bund (§ 18 ALSAG; zuständige Behörde ist der Landeshauptmann).
In Österreich gibt es nur relativ wenige Altstandorte im rechtlichen Sinne (2019 gesamt 304 Altlasten und 1895 Verdachtsflächen).

### Schweiz
Das Schweizer Recht spricht von Betriebsstandort, es sind „Standorte, deren Belastung von stillgelegten oder noch in Betrieb stehenden Anlagen oder Betrieben stammt, in denen mit umweltgefährdenden Stoffen umgegangen worden ist“ (Art. 2 Begriffe Z. 1 lit. b Altlasten-Verordnung – AltlV). Es unterscheidet also nicht zwischen historischer „Alt“-Last und noch betriebenen Anlagen, sondern betont die Betriebssicherheit derselben: Altlasten im Sinne des Gesetzes sind „sanierungsbedürftige belastete Standorte“  (Art. 2 Z. 3 AltlV).
Von den vermutlich rund 4'000 sanierungsbedürftigen Standorten im Kataster der belasteten Standorte, der von Bund und Kantonen gemeinsam am Bundesamt für Umwelt betrieben wird, sind knapp 50 % (rund 2'000) Betriebsstandorte.